# 이이야마 유고
이이야마 유고(일본어: 飯山 悠吾, 1986년 3월 6일 ~ )는 일본의 축구 선수이다.

## 구단 경력
과거 그루자 모리오카에서 활동하였다.